# 4-Stunden-Rennen von Le Castellet 2025

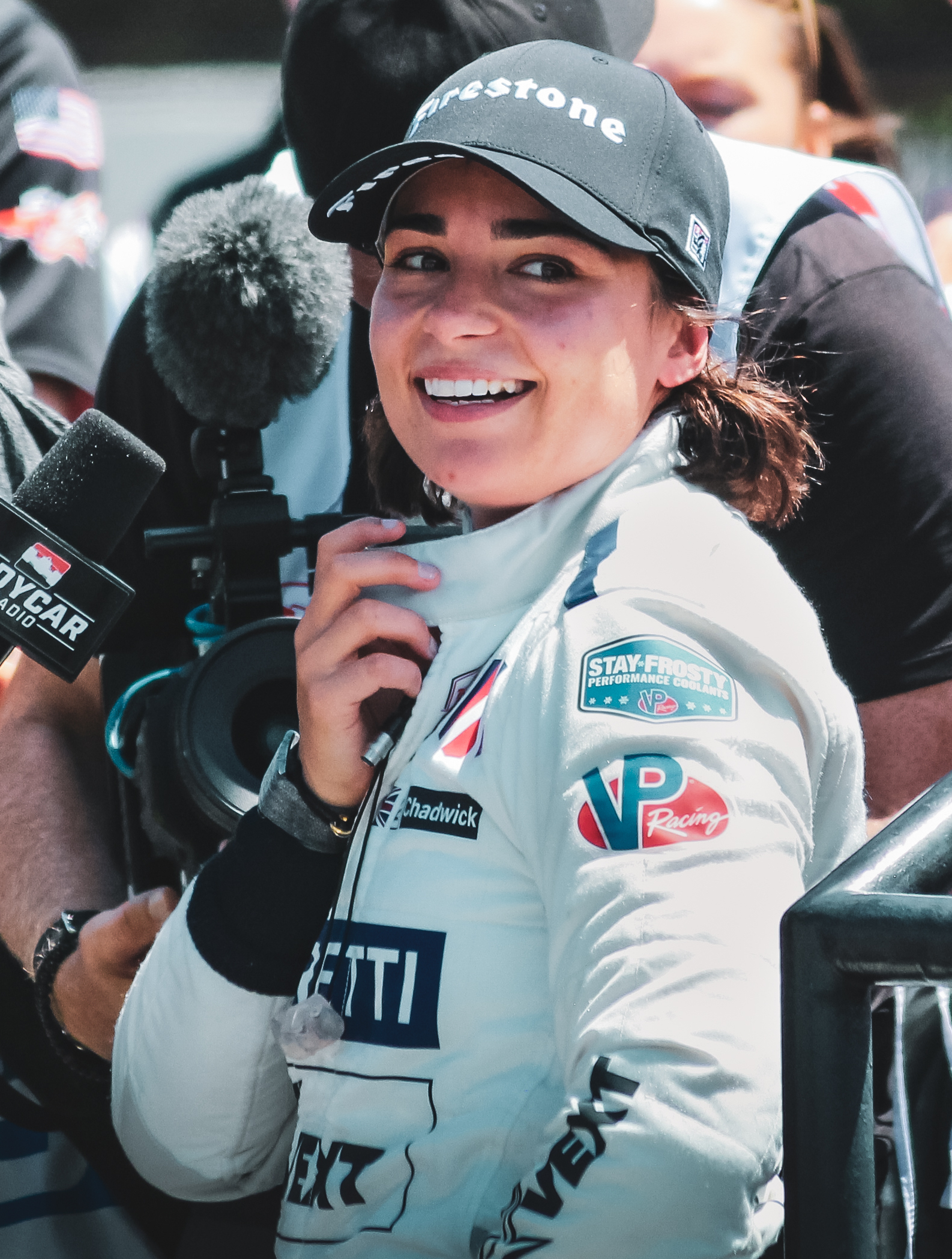
Jamie Chadwick gewann als erste Frau ein Rennen der European Le Mans Series

Das 4-Stunden-Rennen von Le Castellet 2025, auch 4 Hours of Le Castellet 2025, fand am 4. Mai auf dem Circuit Paul Ricard statt und war der zweite Wertungslauf der European Le Mans Series dieses Jahres.

## Das Rennen
Beim 4-Stunden-Rennen von Le Castellet 2025 wurde Motorsportgeschichte geschrieben. Zum ersten Mal gewann eine Frau ein Rennen der seit 2004 ausgetragenen Le Mans Series. Jamie Chadwick, die bereits bei der Saisoneröffnung in Barcelona mit dem zweiten Rang Erstmaliges erreichte, gewann das Rennen gemeinsam mit Mathys Jaubert und Daniel Juncadella im IDEC Sport-Oreca 07.

## Ergebnisse

### Schlussklassement
| 1           | LMP2        | 18 | IDEC Sport                | Jamie Chadwick Mathys Jaubert Daniel Juncadella     | Oreca 07                         | 107 |
| 2           | LMP2 Pro/Am | 27 | Nielsen Racing            | James Allen Sérgio Sette Câmara Anthony Wells       | Oreca 07                         | 107 |
| 3           | LMP2 Pro/Am | 99 | AO by TF Sport            | Dane Cameron Louis Delétraz P. J. Hyett             | Oreca 07                         | 107 |
| 4           | LMP2        | 43 | Inter Europol Competition | Tom Dillmann Jakub Śmiechowski Nick Yelloly         | Oreca 07                         | 107 |
| 5           | LMP2 Pro/Am | 29 | TDS Racing                | Mathias Beche Clément Novalak Rodrigo Sales         | Oreca 07                         | 107 |
| 6           | LMP2 Pro/Am | 77 | Proton Competition        | René Binder Giorgio Roda Bent Viscaal               | Oreca 07                         | 107 |
| 7           | LMP2 Pro/Am | 21 | United Autosports         | Oliver Jarvis Marino Satō Daniel Schneider          | Oreca 07                         | 107 |
| 8           | LMP2        | 47 | CLX Motorsport            | Pipo Derani Manuel Espírito Santo Enzo Fittipaldi   | Oreca 07                         | 107 |
| 9           | LMP2        | 10 | Vector Sport              | Ryan Cullen Pietro Fittipaldi Vladislav Lomko       | Oreca 07                         | 107 |
| 10          | LMP2 Pro/Am | 20 | Algarve Pro Racing        | Olli Caldwell Kriton Lendoudis Alex Quinn           | Oreca 07                         | 107 |
| 11          | LMP2        | 24 | Nielsen Racing            | Filipe Albuquerque Ferdinand Habsburg Cem Bölükbaşı | Oreca 07                         | 107 |
| 12          | LMP2        | 48 | VDS Panis Racing          | Oliver Gray Esteban Masson Charles Milesi           | Oreca 07                         | 107 |
| 13          | LMP2        | 30 | Duqueine Team             | Reshad de Gerus Roy Nissany Francesco Simonazzi     | Oreca 07                         | 107 |
| 14          | LMP2        | 25 | Algarve Pro Racing        | Lorenzo Fluxá Matthias Kaiser Théo Pourchaire       | Oreca 07                         | 107 |
| 15          | LMP2        | 22 | United Autosports         | Ben Hanley Manuel Maldonado Grégoire Saucy          | Oreca 07                         | 106 |
| 16          | LMP2 Pro/Am | 3  | DKR Engineering           | Laurents Hörr Georgios Kolovos Thomas Laurent       | Oreca 07                         | 106 |
| 17          | LMP2        | 34 | Inter Europol Competition | Luca Ghiotto Pedro Perino Jean-Baptiste Simmenauer  | Oreca 07                         | 103 |
| 18          | LMP2        | 28 | IDEC Sport                | Paul-Loup Chatin Paul Lafargue Job van Uitert       | Oreca 07                         | 102 |
| 19          | LMP3        | 17 | CLX Motorsport            | Adrien Closmenil Theodor Jensen Paul Lanchère       | Ligier JS P325                   | 101 |
| 20          | LMP3        | 68 | M Racing                  | Quentin Antonel Stéphane Tribaudini                 | Ligier JS P325                   | 101 |
| 21          | LMP3        | 11 | EuroInternational         | Ian Aguilera Fabien Michal                          | Ligier JS P325                   | 101 |
| 22          | LMP3        | 88 | Inter Europol Competition | Tim Creswick Douwe Dedecker Reece Gold              | Ligier JS P325                   | 100 |
| 23          | LMP3        | 4  | DKR Engineering           | Wyatt Brichacek Mikkel Gaarde Pedersen Antti Rammo  | Ginetta G61-LT-P3 Evo            | 100 |
| 24          | LMP3        | 35 | Ultimate                  | Jean-Baptiste Lahaye Matthieu Lahaye Louis Stern    | Ligier JS P325                   | 100 |
| 25          | LMP3        | 31 | Racing Spirit of Léman    | Marius Fossard Jean-Ludovic Foubert Jacques Wolff   | Ligier JS P325                   | 100 |
| 26          | LMGT3       | 50 | Richard Mille AF Corse    | Riccardo Agostini Custodio Toledo Lilou Wadoux      | Ferrari 296 GT3                  | 100 |
| 27          | LMGT3       | 63 | Iron Lynx                 | Martin Berry Lorcan Hanafin Fabian Schiller         | Mercedes-AMG GT3 Evo             | 100 |
| 28          | LMGT3       | 86 | GR Racing                 | Tom Fleming Riccardo Pera Mike Wainwright           | Ferrari 296 GT3                  | 100 |
| 29          | LMGT3       | 55 | Spirit of Race            | Duncan Cameron Matt Griffin David Perel             | Ferrari 296 GT3                  | 100 |
| 30          | LMGT3       | 51 | AF Corse                  | Conrad Laursen Davide Rigon Charles-Henri Samani    | Ferrari 296 GT3                  | 100 |
| 31          | LMGT3       | 59 | Racing Spirit of Léman    | Erwan Bastard Valentin Hasse-Clot Clément Mateu     | Aston Martin Vantage AMR GT3 Evo | 100 |
| 32          | LMGT3       | 85 | Iron Dames                | Sarah Bovy Michelle Gatting Célia Martin            | Porsche 911 GT3 R LMGT3          | 100 |
| 33          | LMGT3       | 60 | Proton Competition        | Matteo Cressoni Alessio Picariello Christian Ried   | Porsche 911 GT3 R LMGT3          | 99  |
| 34          | LMGT3       | 57 | Kessel Racing             | Takeshi Kimura James Calado Ben Tuck                | Ferrari 296 GT3                  | 99  |
| 35          | LMGT3       | 66 | JMW Motorsport            | Gianmaria Bruni Jason Hart Scott Noble              | Ferrari 296 GT3                  | 99  |
| 36          | LMGT3       | 23 | United Autosports         | Michael Birch Wayne Boyd Garnet Patterson           | McLaren 720S GT3 Evo             | 99  |
| 37          | LMP2 Pro/Am | 83 | AF Corse                  | François Perrodo Nicklas Nielsen Matthieu Vaxivière | Oreca 07                         | 98  |
| Ausgefallen |             |    |                           |                                                     |                                  |     |
| 38          | LMGT3       | 82 | TF Sport                  | Rui Andrade Charlie Eastwood Hiroshi Koizumi        | Chevrolet Corvette Z06 GT3.R     | 95  |
| 39          | LMP3        | 12 | WTM by Rinaldi Racing     | Torsten Kratz Griffin Peebles Leonard Weiss         | Duqueine D09                     | 80  |
| 40          | LMP2        | 9  | Iron Lynx-Proton          | Matteo Cairoli Macéo Capietto Jonas Ried            | Oreca 07                         | 78  |
| 41          | LMP3        | 15 | RLR MSport                | Nick Adcock Gillian Henrion Michael Jensen          | Ligier JS P325                   | 69  |
| 42          | LMGT3       | 74 | Kessel Racing             | Andrew Gilbert Miguel Molina Fran Rueda             | Ferrari 296 GT3                  | 48  |
| 43          | LMP2        | 37 | CLX Pure Racing           | Tom Blomqvist Aljaksandar Malychin Tristan Vautier  | Oreca 07                         | 20  |
| 44          | LMP3        | 8  | Team Virage               | Rik Koen Daniel Nogales Jacek Zielonka              | Ligier JS P325                   | 1   |

### Nur in der Meldeliste
Zu diesem Rennen sind keine weiteren Meldungen bekannt.

### Klassensieger
| Klasse      | Fahrer            | Fahrer              | Fahrer            | Fahrzeug        | Platzierung im Gesamtklassement |
| ----------- | ----------------- | ------------------- | ----------------- | --------------- | ------------------------------- |
| LMP2        | Jamie Chadwick    | Mathys Jaubert      | Daniel Juncadella | Oreca 07        | Gesamtsieg                      |
| LMP2 Pro/Am | James Allen       | Sérgio Sette Câmara | Anthony Wells     | Oreca 07        | Rang 2                          |
| LMP3        | Adrien Closmenil  | Theodor Jensen      | Paul Lanchère     | Ligier JS P325  | Rang 19                         |
| LMGT3       | Riccardo Agostini | Custodio Toledo     | Lilou Wadoux      | Ferrari 296 GT3 | Rang 26                         |

### Renndaten
- Gemeldet: 44
- Gestartet: 44
- Gewertet: 37
- Rennklassen: 4
- Zuschauer: unbekannt
- Wetter am Renntag: warm und trocken
- Streckenlänge: 5,842 km
- Fahrzeit des Siegerteams: 4:01:44,201 Stunden
- Gesamtrunden des Siegerteams: 107
- Gesamtdistanz des Siegerteams: 625,094 km
- Siegerschnitt: unbekannt
- Pole Position: Nick Yelloly – Oreca 07 (#43) – 1:48,741 = 192,700 km/h
- Schnellste Rennrunde: Matteo Cairoli – Oreca 07 (#9) – 1:51,281 = 188,300 km/h
- Rennserie: 2. Lauf zur European Le Mans Series 2025